# Filarete

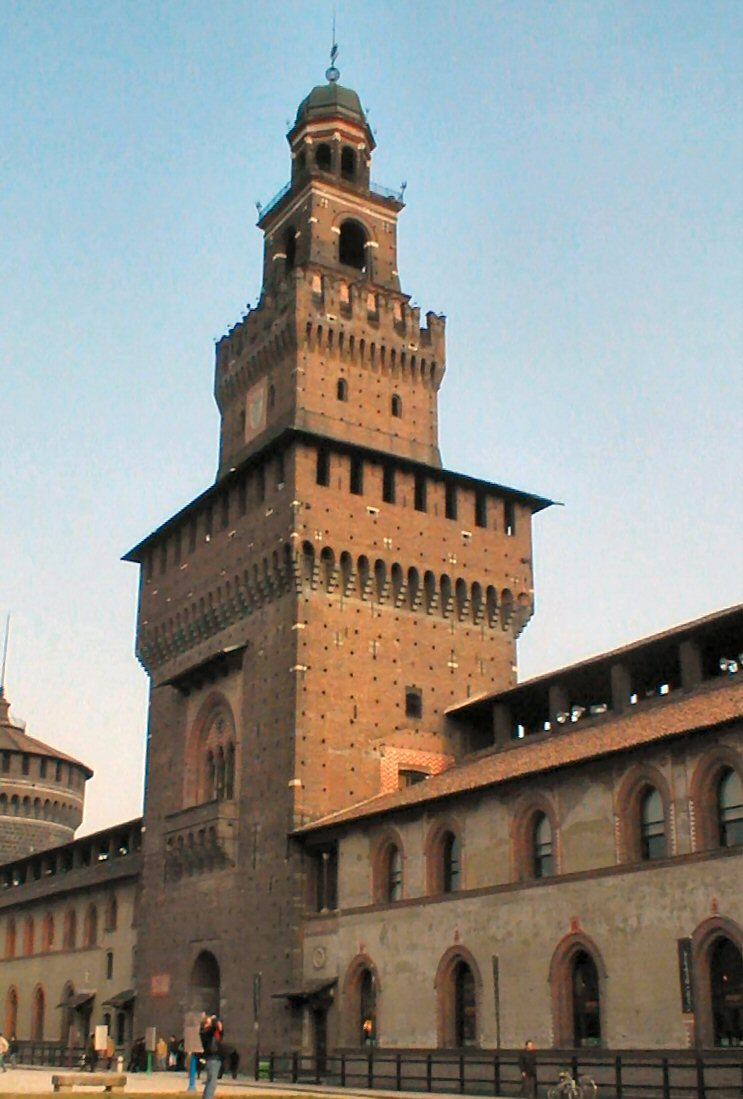
Torre de Filarete em Milão.

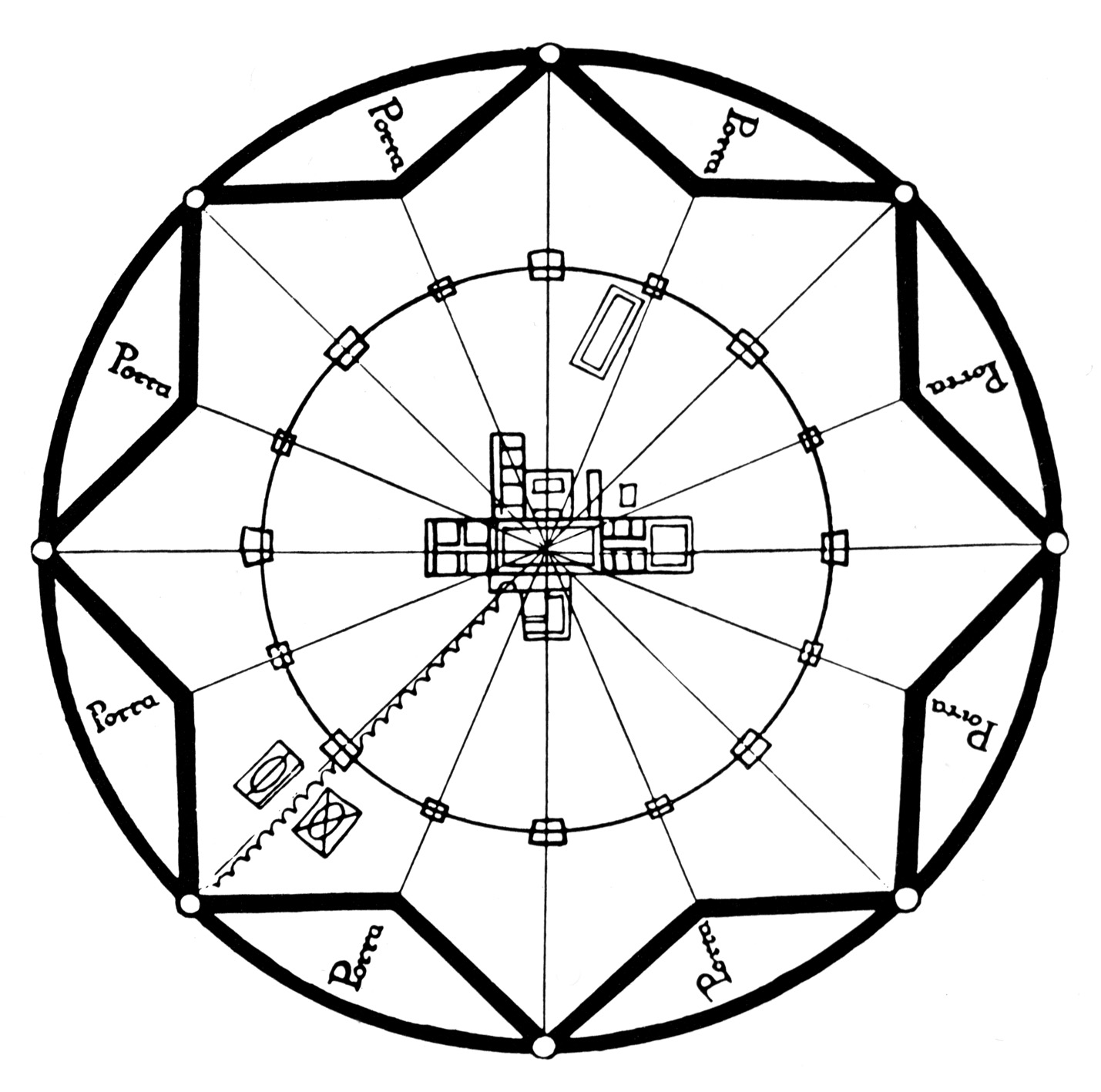
Planta de Sforzinda

Filarete (do grego Amigo de la Virtud), também conhecido por Antonio Averlino, Antonio di Pietro Averlino ou Antonio Averulino, (nasceu em Florença por volta de 1400 - morre em Roma no ano 1469) foi um escultor, engenheiro, arquiteto e teórico de arquitetura do Renascimento.

## Carreira
Filarete como é comummente conhecido, nasceu possivelmente em Florença e começou a sua carreira artística na mesma cidade, provavelmente no atelier de Lorenzo Ghiberti. O Papa Eugénio IV concedeu-lhe o seu primeiro trabalho enquanto escultor, no qual exerceria por doze anos: criando as portas centrais de bronze da Basílica de São Pedro que terminara em 1445. Filarete pretendeu superar as portas de bronze realizadas por Ghiberti para o Batistério de São João (Florença). No século seguinte, as portas de Filarete foram conservadas após a demolição da Antiga Basílica de São Pedro e foram reinstaladas na nova construção.
Não tardara, começo a receber encargos para mansões em Florença (1448) e Veneza a partir de personagens de renome como Pedro de Cosme de Medici. Mais tarde deixou Roma para trabalhar sob coordenação de Francesco Sforza, em Milão. Construiu o Ospedale Maggiore (por volta de 1456) que foi racionalmente projetada com uma cruz inscrita num quadrado, com a igreja hospitalar, de planta central. As secções originais sobreviventes da estrutura, já reformadas, do estilo gótico das tradições artesanais do Quattrocento foram conciliadas com o projeto de Filarete (Murray 1963). Também trabalhou no Castello Sforzesco e na Catedral de Milão.